# FCC-Klasse 60
Die Ferrocarril Central del Peru (FCC), eine Tochtergesellschaft der Peruvian Corporation, die früher mehrere Bahnstrecken in Zentralperu  betrieb, ließ 1906 bei der North British Locomotive Company in Glasgow 18 Schlepptenderlokomotiven mit der Achsfolge 1'D bauen.
Die Lokomotiven der Klasse 60 hatten die Fabriknummern 18602 bis 18619 und bekamen bei der FCC die Nummer 59 bis 76. Die letzten drei Maschinen, Nr. 74 bis 76, hatten drei Zylinder, waren aber ansonsten baugleich. Später wurden diese ebenfalls in 2-Zylinder-Lokomotiven umgebaut.

Lokomotive im Einsatz, 1912

Alle Maschinen wurden später umgebaut und bekamen größere Kessel, sowie einen normalen Sanddom anstatt des sattelförmigen Sandkasten. 1925 waren noch 14 Exemplare im Dienst. Zum Zeitpunkt der Außerdienststellung, wurden die am besten erhaltenen Lokomotiven 68 und 69 erneut umgebaut und bekamen seitliche Öltanks und neue Schlepptender, in denen nur noch das Wasser mitgeführt wurde.